# 邑市县
邑市县是元朝和明朝时期云南的一个县，隶属路南州。至元十三年（1276年）在今宜良古城置邑市县，至元二十四年（1287年）弥沙县并入邑市县。弘治三年（1490年）废除邑市县。